# Annetorps tegelbruk
Annetorps tegelbruk i Lund anlades år 1874 av tegelmästare Nils Jönsson.  

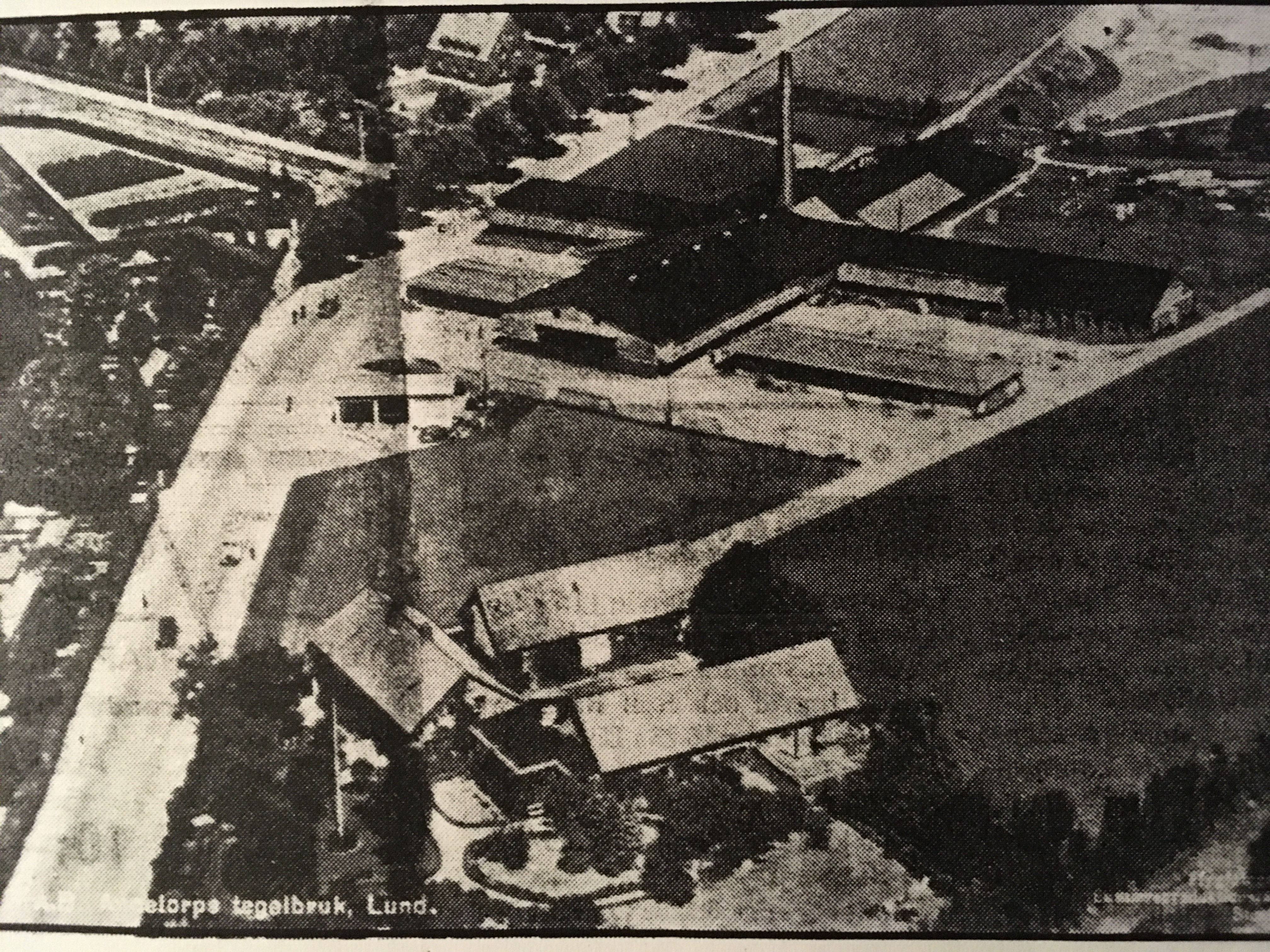
Tegelbruket Annetorp 1920-talets slut

Tegelbruket var det första i Lund att äga en ångmaskin, och det var år 1876 det största i Lund. År 1890 producerade 20 man 0,8 miljoner murtegel och 60.000 tegelrör. År 1904 omvandlades bruket till ett aktiebolag. År 1938 hade bruket en ringugn och 15 man producerade det året 2,08 miljoner murtegel och 168.000 tegelrör.
År 1948 löstes tegelbruket in av staden och byggnaderna revs 1951–1952. Gropen som kraftverket vid lasarettet ligger i är den sista resten av brukets lertäkter, och idag den enda resten av tegelbruket.

## Tegelmästare Nils Jönsson

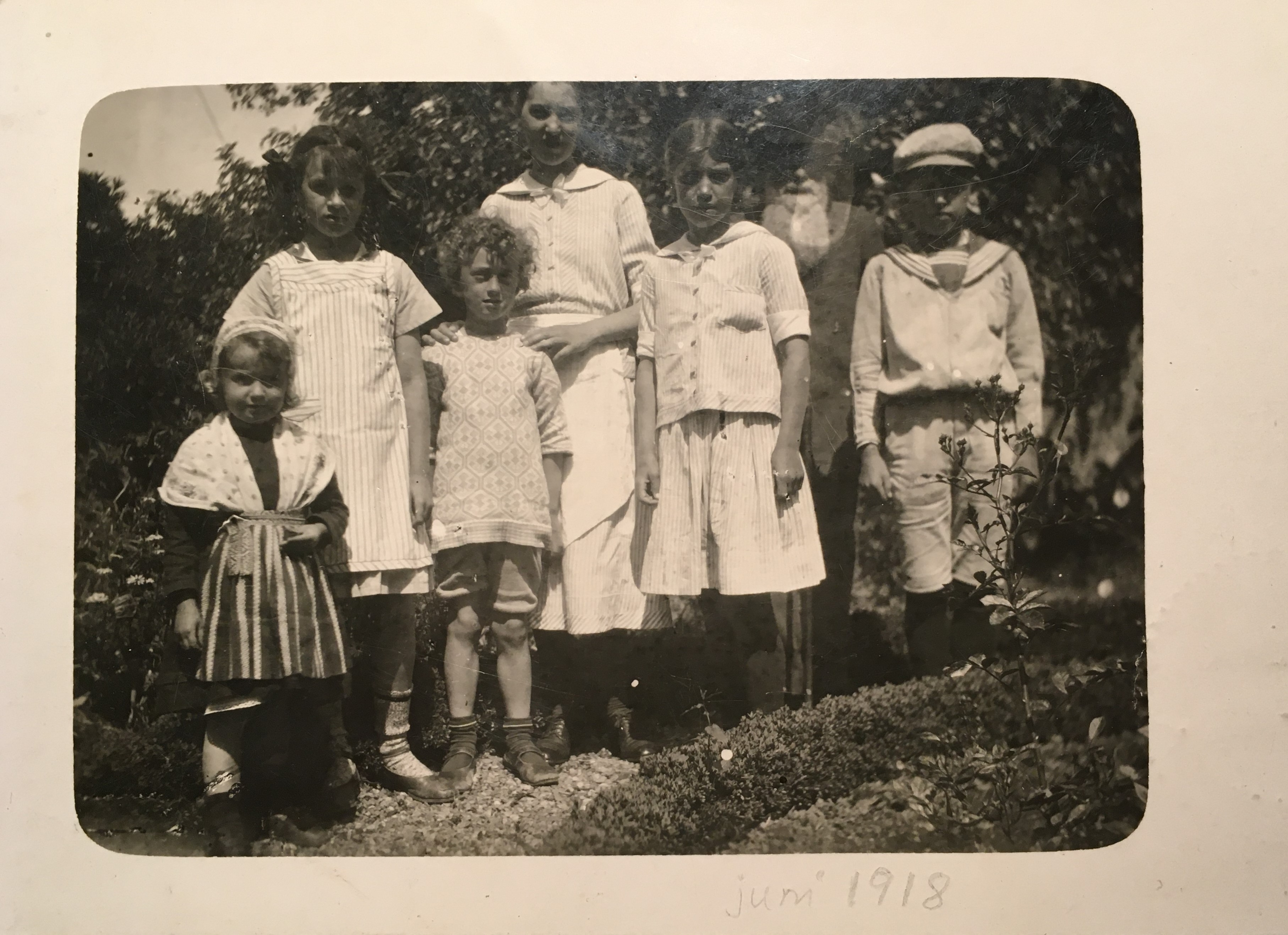
Nils Jönsson med barnbarn i Annetorps trädgård 1918

1873 hade Nils Jönsson övertagit Påhlsmölla, en mölla och en kringbyggd gård med fyra längor, vid Lunds norra utfartsväg (nu Getingevägen) som han rev och byggde om för att vid sidan av lantbruket även ha tegelbruk. Ute på vången låg den mycket stora lergraven som Nils Jönsson lät Lunda barnen åka skridskor på när den frusit till is under vintern. Nils Jönsson hade kommit till Lund och börjat arbeta hos brodern Jakob Jönsson som arrenderade Borgska tegelbruket på Hyphoffslyckan och 1861 övertagit en tomt mellan Biskopsgården och Arkivmuseet för att bygga ett tvåvåningshus, det Jakob Jönsska huset. Våren 1864 byggde han en tillbyggnad, kallad Jönssons sal, för missionsvännerna som tidigare samlats i hans hem. I början av 1867 dog Jakob Jönsson 34 år gammal i en farsot som härjade i Lund. 1882 sålde mor Anna, Jakob Jönssons änka, missionshusbyggnaden. Då fortsatte man att samlas hos Nils Jönsson som var en liten, from, bibeltrogen man. Men Annetorp låg inte bra till och 1884 hyrde man en sal i gården på Bredgatan 9 som Nils Jönsson också ägde med snickaren O. Lundell.
Efter Nils Jönssons död fortsatte sonen Jöns, som ändrat efternamnet till Serner och utbildat sig till ingenjör, driva tegelbruket. När driften las ner var lertäckten nästan tömd. Tegelbruket kom att kallas Hotell Smacken eftersom dit sökte sig de som var utan bostad och medel för sin försörjning. Mest var det unga män som under vintern inte fått tag på arbeten. De kom på kvällen och la sig för natten i den kammare som blivit tömd efter teglet bränts. Serner ville inte förbjuda dem att sova över där eftersom det var arbetslöshetstider och de aldrig skapade några problem.